# Aysel Məmmədova
Aysel Məmmədova vagy művésznevén Aisel (Baku, 1989. július 3. –) azeri énekesnő. 
Ő képviselte Azerbajdzsánt a 2018-as Eurovíziós Dalfesztiválon Lisszabonban.  Az első elődöntőből nem sikerült továbbjutnia, mivel a 11. helyen végzett, 94 ponttal.

## Élete
1995 és 2006 között egy zeneiskolára járt.